# 유럽 고속도로 55호선
유럽 고속도로 55호선(영어: European route E55)는 국제 연합의 국제 E-로드 네트워크의 노선으로 남북 방면 주요 도로이다. 스웨덴의 헬싱보리를 출발점으로 덴마크와 독일, 체코, 오스트리아, 이탈리아를 거쳐 그리스의 칼라마타를 종착점으로 한다.